# Łuszczewo
Łuszczewo (/wuʂˈt͡ʂɛvɔ/) è una frazione del comune di Skulsk, nel distretto di Konin. È approssimativamente 5 km a nord-est di Skulsk, 34 km a nord di Konin e 100 km a est del capoluogo del voivodato Poznań.